# Кузино, Жюльен
Жюльен Кузино (фр. Julien Cousineau; род. 17 января 1981, Сен-Жером) — канадский горнолыжник, участник Олимпийских игр в Ванкувере. Специализируется в слаломных дисциплинах.
В Кубке мира Кузино дебютировал в 2002 году, в январе 2003 года впервые попал в десятку лучших на этапе Кубка мира. Всего на сегодняшний день имеет 7 попаданий в десятку лучших на этапах Кубка мира, все в слаломе. Лучшим достижением в общем зачёте Кубка мира, является для Кузино 51-е место в сезоне 2009-10.
На Олимпиаде-2010 в Ванкувере, стал 8-м в слаломе.
За свою карьеру участвовал в двух чемпионатах мира, но стартовав в общей сложности в трёх спусках, ему не разу не удалось добраться до финиша.
Использует лыжи и ботинки производства фирмы Fischer.